# Jan Doornik
Jan Louis-Guilleaume Doornik est un résistant, Compagnon de la Libération, né le 26 juin 1905 à Paris et mort le 29 août 1941, tué au fort du Mont-Valérien, de nationalité néerlandaise.

## Biographie

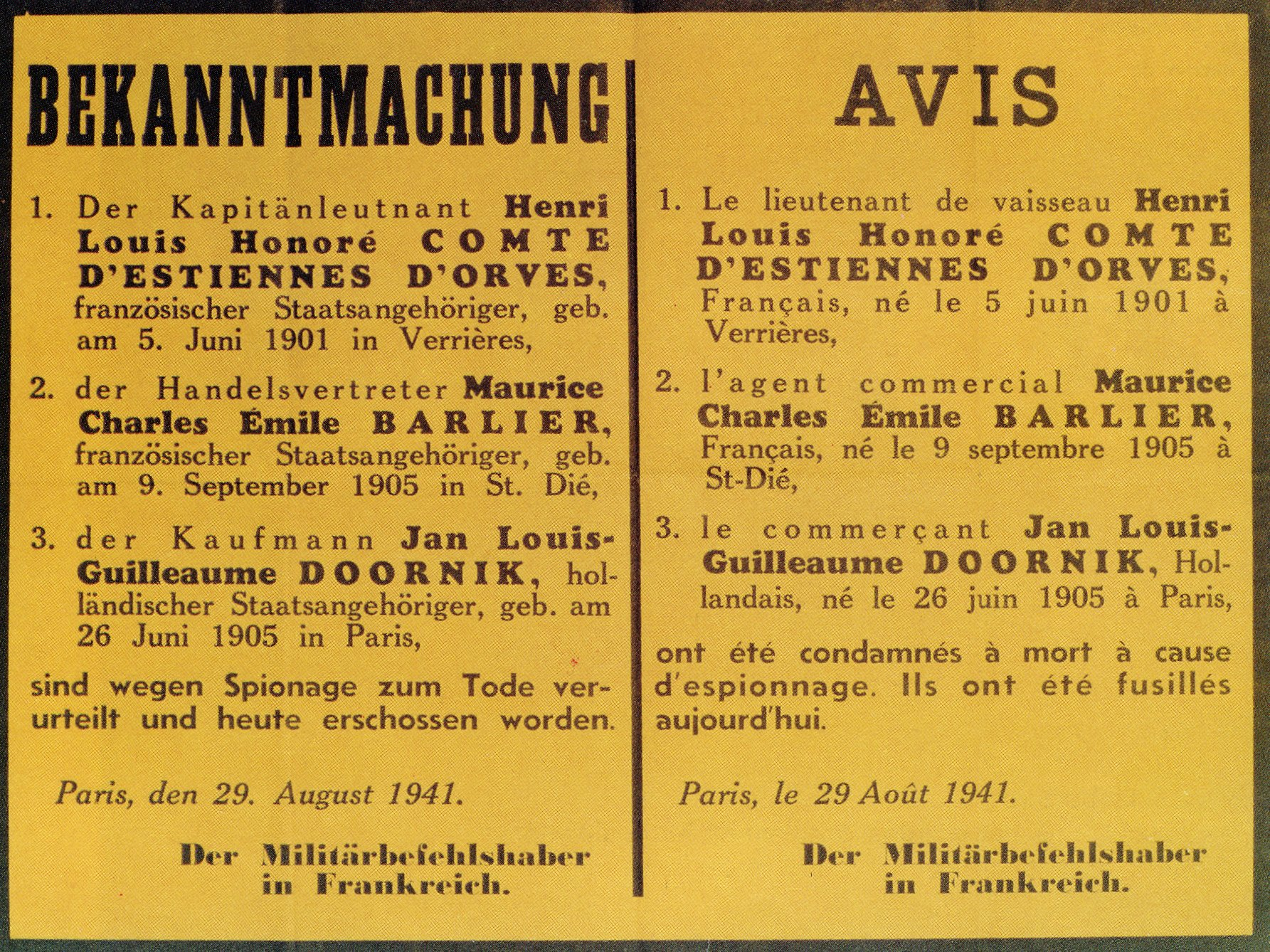
Proclamation de l'exécution de d'Estienne d'Orves, de Barlier et de Doornik par les Allemands.

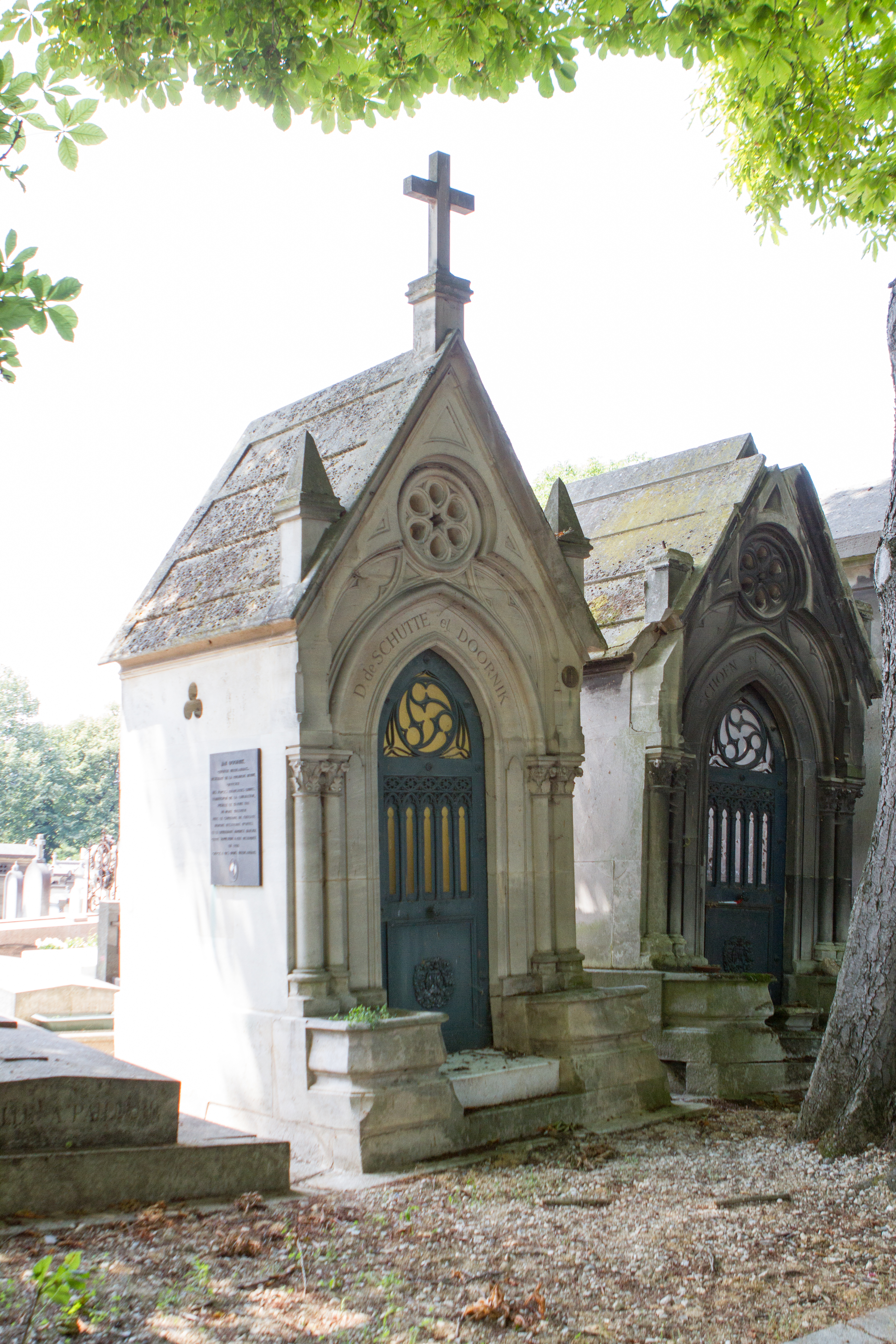
Tombe de Jan Doornik au cimetière du Père-Lachaise (division 61).

Néerlandais, Jan Doornik effectue ses études en France puis en Suisse.
En mai 1940 lors de l'invasion allemande, il est en Belgique pour affaires et ne peut rejoindre les Pays-Bas pour s'engager. Il passe en France, arrive à Paris à marche forcée, les pieds en sang, et se rend aussitôt auprès de l'attaché militaire néerlandais qui lui conseille de patienter. Mais voulant combattre sans attendre, Doornik rejoint Cardiff le 18 juin et s'engage comme volontaire dans la formation de choc d'un corps néerlandais.
Il passe ensuite dans les Forces françaises libres.
Il participa à la mise en place du réseau Nemrod.
Il est exécuté le 29 août 1941 au Mont-Valérien, en compagnie d'Honoré d'Estienne d'Orves et de Maurice Barlier. Il est inhumé au cimetière du Père-Lachaise (61e division) à Paris.
Il est fait Compagnon de la Libération à titre posthume, par le décret du 7 mars 1945.

## Hommages et distinctions

### Décorations
- Compagnon de la Libération à titre posthume par décret du 7 mars 1945.
- Croix de la Résistance 1940-1945 (Pays-Bas).

### Autres hommages
- Le square Jan-Doornik commémore son nom à Paris.